# 1 E-6 s
Cet article liste des exemples de temps de l'ordre de 10–6 s, soit une microseconde (1 μs), afin de comparer différents ordres de grandeur.

## Exemples
- 1 × 10−6 s : une microseconde.
- 1 × 10−6 s : période d'un signal de fréquence 1 MHz, onde radio de longueur d'onde 300 m (moyenne fréquence).
- 1 × 10−6 s : durée d'un flash d'un stroboscope commercial à très haute vitesse.
- 1 × 10−6 s : durée de vie d'une particule de muonium.
- 3,335 640 95 × 10−6 s : durée nécessaire à la lumière pour parcourir un kilomètre dans le vide.